# Belgická liga ledního hokeje 2008/2009
Sezóna 2008/2009 byla 87 sezonou  belgické ligy ledního hokeje. Vítězem se stal celek HYC Herentals.

## Tabulka
| Poř | Tým                       | Z  | V  | VP | PP | P  | Skóre    | B  |
| --- | ------------------------- | -- | -- | -- | -- | -- | -------- | -- |
| 1.  | HYC Herentals             | 20 | 13 | 1  | 2  | 4  | 126 - 61 | 43 |
| 2.  | Olympia Heist op den Berg | 20 | 12 | 0  | 0  | 8  | 100 - 70 | 36 |
| 3.  | White Caps Turnhout       | 20 | 10 | 1  | 2  | 7  | 84 - 68  | 34 |
| 4.  | Bulldogs de Liège         | 20 | 9  | 3  | 0  | 8  | 76 - 79  | 33 |
| 5.  | IHC Leuven                | 20 | 9  | 2  | 1  | 8  | 78 - 76  | 32 |
| 6.  | Phantoms Deurne           | 20 | 0  | 0  | 2  | 18 | 38 - 148 | 2  |